# Labastide-Castel-Amouroux
Labastide-Castel-Amouroux is een gemeente in het Franse departement Lot-et-Garonne (regio Nouvelle-Aquitaine) en telt 291 inwoners (1999). De plaats maakt deel uit van het arrondissement Marmande.

## Geografie
De oppervlakte van Labastide-Castel-Amouroux bedraagt 11,8 km², de bevolkingsdichtheid is 24,7 inwoners per km².
De onderstaande kaart toont de ligging van Labastide-Castel-Amouroux met de belangrijkste infrastructuur en aangrenzende gemeenten.

## Demografie
Onderstaande figuur toont het verloop van het inwonertal (bron: INSEE-tellingen).